# 韦泽尔河畔圣莱昂
韋澤爾河畔圣莱昂（法語：Saint-Léon-sur-Vézère，法語發音：[sɛ̃ leɔ̃ syʁ vezɛʁ]）是法国多尔多涅省的一个市镇，位于该省东部偏南，属于萨拉拉卡内达区。

## 地理
韦泽尔河畔圣莱昂（45°0'38"N, 1°5'19"E）面积13.76 平方千米，位于法国新阿基坦大区多爾多涅省，该省份为法国西南部内陆省份，是法國本土面积第三大的省，大致对应佩里戈尔地区，北起顺时针与夏朗德省、上维埃纳省、科雷兹省、洛特省、洛特-加龙省、吉倫特省和滨海夏朗德省接壤。
与韦泽尔河畔圣莱昂接壤的市镇（或旧市镇、城区）包括：方拉克、佩扎克勒穆斯捷、托纳克、塞尔雅克、弗勒拉克、普拉扎克。

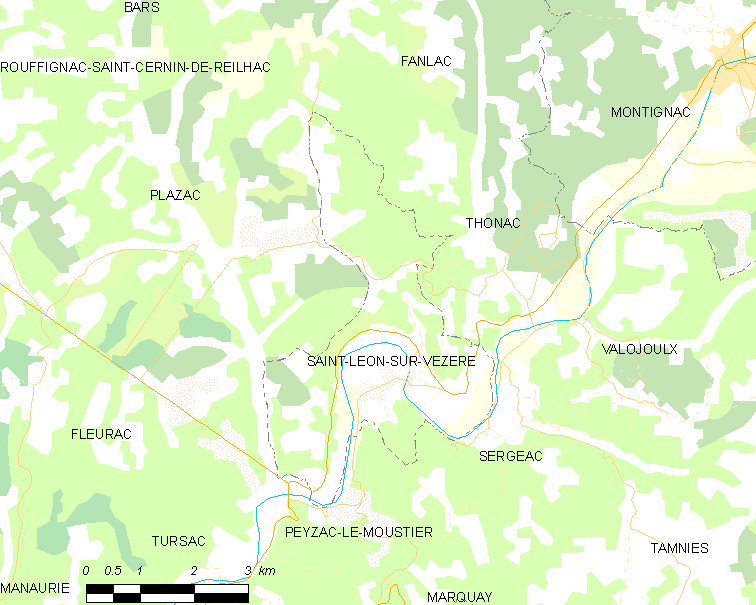
韦泽尔河畔圣莱昂的OSM定位图

韦泽尔河畔圣莱昂的时区为UTC+01:00、UTC+02:00（夏令时）。

## 行政
韦泽尔河畔圣莱昂的邮政编码为24290，INSEE市镇编码为24443。

## 政治
韦泽尔河畔圣莱昂所属的省级选区为人谷县。

## 人口

1962-2008年间韦泽尔河畔圣莱昂人口变化图示

韦泽尔河畔圣莱昂于2022年1月1日时的人口数量为430人。